# ACSR

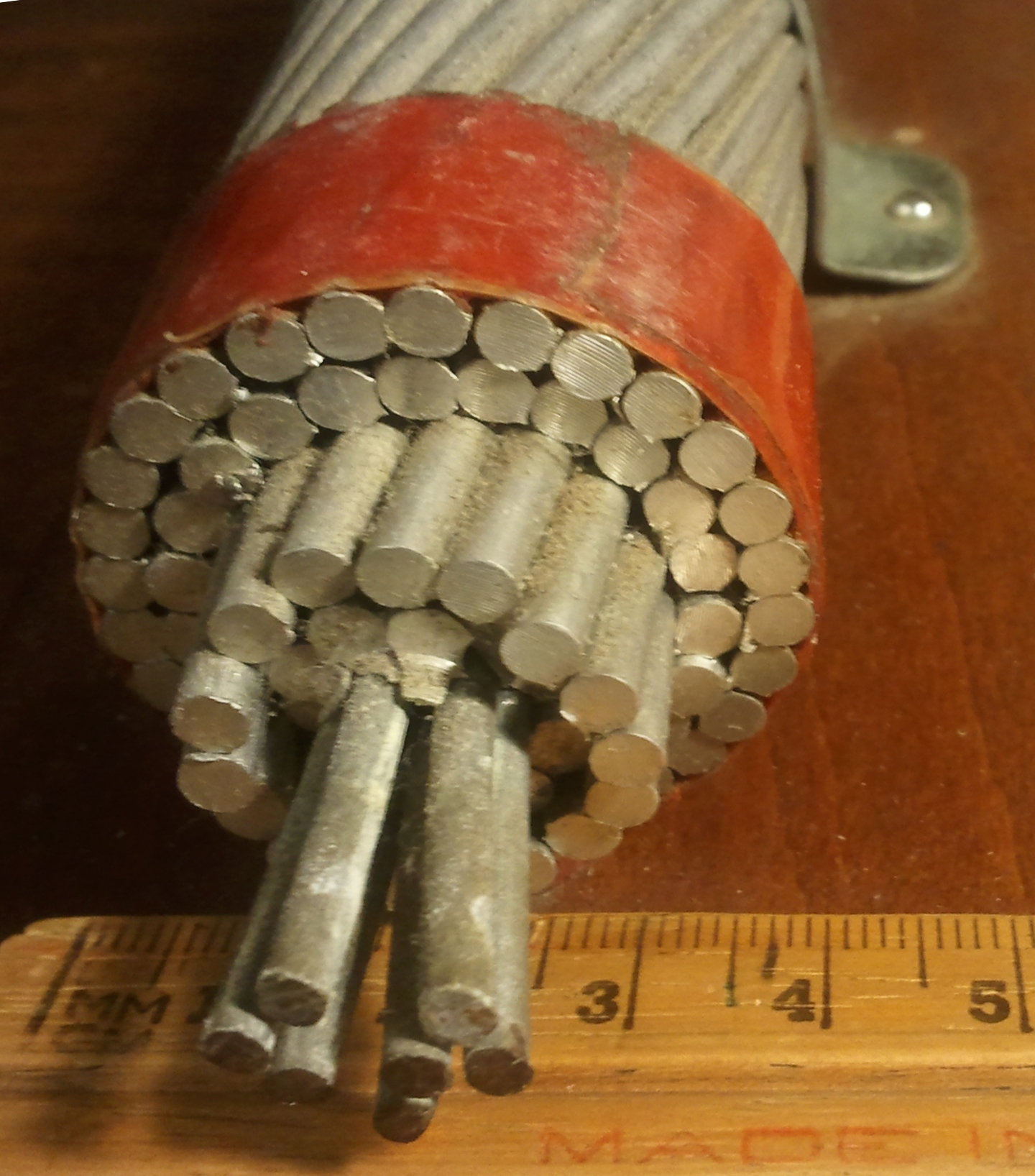
Muestra de sección transversal del conductor ACSR de una línea de alta tensión, donde se observa 7 alambres de acero rodeados de 4 capas concéntricas de aluminio.

El Conductor de aluminio con acero reforzado, más conocido por sus siglas en inglés como ACSR (Aluminium conductor steel-reinforced), es un tipo de conductor trenzado que posee alta resistencia mecánica y alta capacidad de corriente típicamente usado en líneas eléctricas aéreas. Las capas externas son de aluminio de alta pureza, el cual posee buena conductividad, es liviano y de bajo costo. Sus capas internas son de acero para brindar resistencia mecánica y ayudar a soportar el peso del conductor. El acero posee mayor resistencia mecánica que el aluminio el cual permite que se le pueda aplicar al conductor una mayor tensión mecánica. El acero también tiene una menor deformación elástica e inelástica (elongación permanente) frente a cargas mecánicas (como el viento o el hielo), así como un bajo coeficiente de expansión térmica con alta corriente. Estas propiedades permiten que el conductor ACSR tenga una catenaria significativamente menor que cualquier conductor de aluminio. Por convención, la Comisión Electrotécnica Internacional define el ACSR como A1/S1A.